# Liste der Monuments historiques in Pugnac
Die Liste der Monuments historiques in Pugnac führt die Monuments historiques in der französischen Gemeinde Pugnac auf.

## Liste der Bauwerke
| Bezeichnung                  | Beschreibung              | Standort | Kennzeichnung | Schutzstatus | Datum | Bild           |
| ---------------------------- | ------------------------- | -------- | ------------- | ------------ | ----- | -------------- |
| Kirche St-Sulpice in Lafosse | Erbaut im 12. Jahrhundert | (Lage)   | PA00083579    | Classé       | 2009  | weitere Bilder |

## Liste der Objekte
- Monuments historiques (Objekte) in Pugnac in der Base Palissy des französischen Kultusministeriums